# 崧蕃
崧蕃（？—1905年），字錫侯，瓜爾佳氏，滿洲鑲藍旗人。清朝官员。

## 生平
咸豐五年（1855年）舉人，任吏部郎中。光緒五年（1879年），京察一等，並於該年八月三號接任四川鹽茶道，光緒十一年（1885年），授湖南按察使，遷四川布政使。光緒十七年（1891年），任貴州巡撫。任內平定廣西陸亞漋騷亂，於光緒二十年（1894年）調雲南巡撫，隔年擢雲貴總督。任內上呈《雲南全省輿圖》、檢視防營缺額積弊，劾副將雷家春，並自請議處，革職留任。
光緒二十六年（1900年），值義和團運動，命留京會辦城防事。旋扈駕至太原，飭還本任，同年調陝甘總督。任內於城南建立大學堂，分兩齋：東齋考文，西齋講武；修濬寧夏七星渠、設農務局招墾荒地、並擴張機器局。光緒三十一年（1905年），調閩浙總督，未上任，以疾卒，追贈太子少保。

## 家庭
- 胞兄浙江巡抚崧駿。

## 註解
1. 1 2  Qin Ying.  (PDF).   [2021-08-07]. （原始内容存档 (PDF)于2020-07-31）.
2. 1 2   卷四百四十八.
3. ↑   (PDF). ShangHai. 1880  [2021-08-07]. （原始内容存档 (PDF)于2021-08-07）.
4. ↑  覃影; 白鴻葉.  (PDF).   [2021-08-07]. （原始内容存档 (PDF)于2021-08-07） （中文）.